# Stanhopea fowlieana
Stanhopea fowlieana är en orkidéart som beskrevs av Rudolph Jenny. Stanhopea fowlieana ingår i släktet Stanhopea och familjen orkidéer.
Artens utbredningsområde är Costa Rica. Inga underarter finns listade i Catalogue of Life.

## Bildgalleri

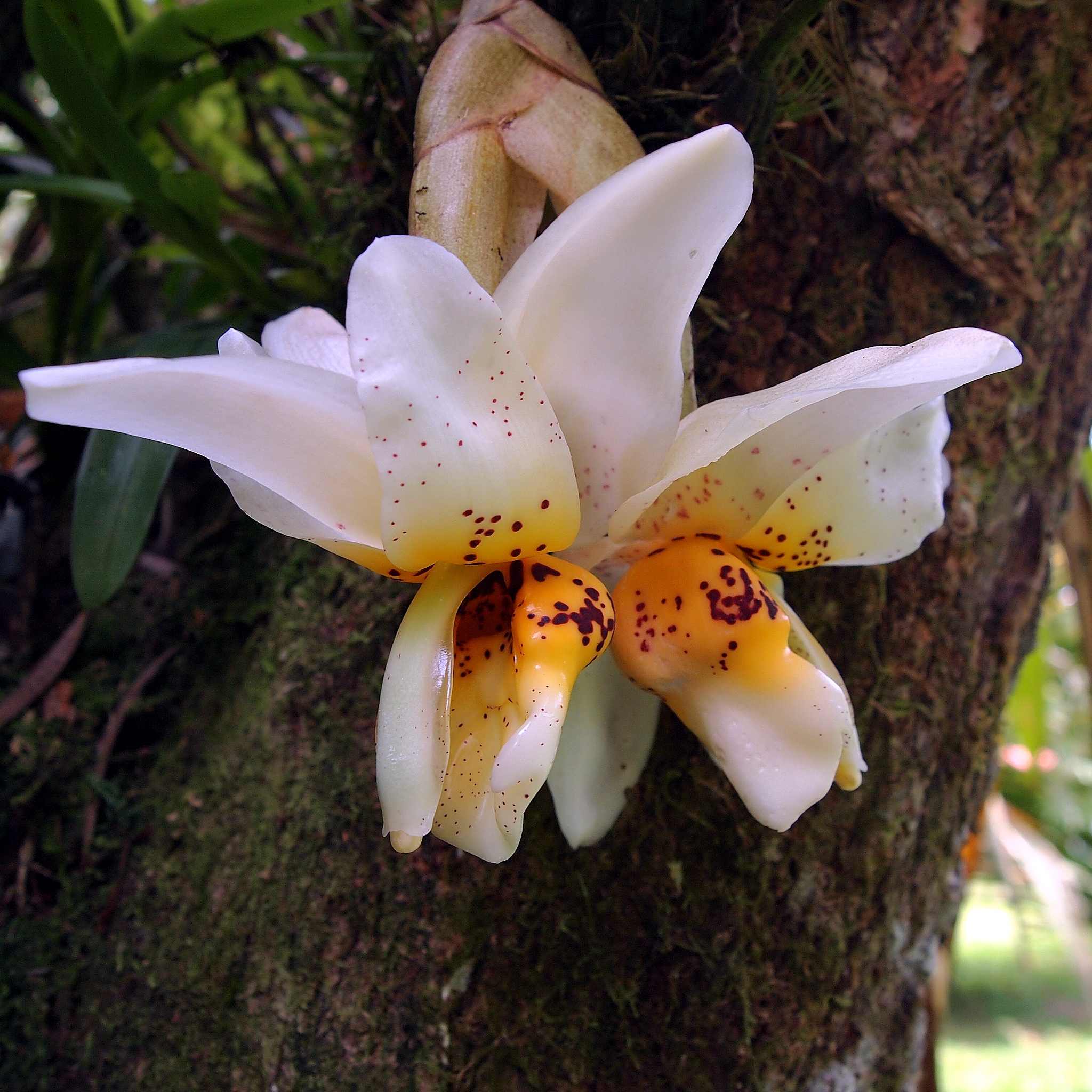